# 丙酸钾
丙酸钾，化学式K(C2H5COO)。它的熔点是410°C，是丙酸的钾盐。

## 用途
它用作食品防腐剂，在欧洲中拥有食品标签E编码E283，在澳大利亚和新西兰中拥有INS编号283。